# Kemal Gözükara
Kemal Gözükara (* 1928 im Dorf Eldelek im Bezirk Elbistan in der türkischen Provinz Kahramanmaraş) ist ein Mathematiklehrer und Unternehmer sowie Stifter und Präsident der Istanbul Arel Üniversitesi.

## Leben und Wirken
Kemal Gözükara wurde 1928 in Eldelek geboren und besuchte die Lehrerschule Düziçi in Adana. Anschließend absolvierte er die wissenschaftliche Abteilung der Gazi Üniversitesi. Nach seinem Universitätsabschluss arbeitete er fünf Jahre als Mathematiklehrer am Mükremin-Halil-Gymnasium in Elbistan. Danach leistete er seinen Militärdienst und wurde anschließend Lehrer am İzzet-Ünver-Gymnasium in Bahçelievler, Istanbul.
Im Jahr 1974 entschloss sich Gözükara, die Lehrertätigkeit zu beenden und in die Wirtschaft zu gehen. Mit finanzieller Unterstützung seines Vaters baute er in vier Jahren erfolgreich eine Exportfirma für Lederkleidung auf. Danach stieg er in das Baugeschäft ein und gründete die Arel Construction Industry and Trade Inc.
Mit der Stiftung Kemal Gözükara Education and Culture Foundation schuf er die finanziellen Voraussetzungen für die  Gründung der Istanbul Arel Üniversitesi, die seit 2007 offiziell anerkannt ist. Er arbeitet eng zusammen mit Enver Duran und Hilmi Ibar sowie dem Netzwerk der Balkan-Universitäten.
Der Sohn Özgür Gözükara (* 1976) ist Vorsitzender des Kuratoriums der Arel Universität.